# Dreamland (film, 2019)
Pour les articles homonymes, voir Dreamland.
Pour plus de détails, voir Fiche technique et Distribution.
Dreamland ou L’Amour rêvé au Québec et au Nouveau-Brunswick, un thriller dramatique américain, réalisé par Miles Joris-Peyrafitte à partir du scénario de Nicolaas Zwart. Il met en scène Margot Robbie, Travis Fimmel, Garrett Hedlund, Kerry Condon, Finn Cole et Darby Camp.
La première mondiale a eu lieu au Festival du film de Tribeca le 28 avril 2019. La sortie du film en salles aux États-Unis est prévue le 13 novembre 2020.

## Synopsis
Eugene Evans, 15 ans, s'allie à une braqueuse de banque pour sauver la ferme de ses parents.

## Fiche technique
- Titre : Dreamland
- Titre original : L’Amour rêvé
- Réalisation : Miles Joris-Peyrafitte
- Scénario : Nicolaas Zwart
- Musique : Patrick Higgins et Miles Joris-Peyrafitte
- Photographie : Lyle Vincent
- Montage : Abbi Jutkowitz et Brett M. Reed
- Production : Tom Ackerley (en), Rian Cahill, Brad Feinstein, Brian Kavanaugh-Jones, Josey McNamara et Margot Robbie
- Société de production : Automatik Entertainment, Bradley Pilz Productions, LuckyChap Entertainment (en), Romulus Entertainment et Titan World Wide Entertainment
- Société de distribution : Paramount Pictures (États-Unis)
- Pays :  États-Unis
- Genre : Drame et thriller
- Durée : 98 minutes
- Dates de sortie : 
  -  Belgique : 13 avril 2019 (Festival international du film fantastique de Bruxelles)
  -  France : 4 mai 2020 (Internet)

## Distribution
- Finn Cole : Eugene Evans
- Margot Robbie (VF : Dorothée Pousséo) : Allison Wells
- Travis Fimmel (VF : Alexis Victor) : George Evans
- Garrett Hedlund : Perry Montroy
- Kerry Condon (VF : Véronique Picciotto) : Olivia Evans
- Darby Camp : Phoebe Evans
- Hans Christopher : John Baker
- Lola Kirke : Phoebe Evans plus âgée (voix[1])

## Production
En mai 2017, Margot Robbie a rejoint le casting du film, avec Miles Joris-Peyrafitte en tant que réalisateur. Elle sera également producteur du film aux côtés de Tom Ackerley, Josey McNamara, Brian Kavanaugh-Jones et Rian Cahill, respectivement pour LuckyChap Entertainment (en) et Automatik. En octobre 2017, Finn Cole, Travis Fimmel, Darby Camp et Kerry Condon ont rejoint le casting du film.
Tournage
Le tournage a débuté en octobre 2017 au Nouveau-Mexique,.

## Sortie
La première mondiale a eu lieu au Festival du film de Tribeca à New York le 28 avril 2019. La sortie du film en salles aux Etats-Unis est prévue le 13 novembre 2020.

## Accueil
Réponse critique
Sur le site Rotten Tomatoes, le film a obtenu un taux d'approbation de 75% d'après 8 critiques, avec une note moyenne de 5.38/10.